# شريفة دافرونوفا
شريفة دافرونوفا (مواليد 27 سبتمبر 2006) لاعبة ألعاب قوى أوزبكية، متخصصة في الوثب الثلاثي. وعضو في المنتخب الوطني الأوزبكي لألعاب القوى. فازت بالعديد من البطولات الوطنية في أوزبكستان، كما تُوجت بطلة كأس أوزبكستان. بالإضافة إلى ذلك، حققت الفوز في بطولة العالم لألعاب القوى تحت 20 عامًا وبطولة آسيا لألعاب القوى تحت 18 عامًا. في عام 2022، حصلت على الميدالية الذهبية في دورة ألعاب التضامن الإسلامي 2021، فازت ببطولة آسيا لألعاب القوى داخل الصالات ودورة الألعاب الآسيوية الصيفية عام 2023.
في بطولة العالم لألعاب القوى للشباب في بيرو، حيث حققت الميدالية الذهبية في مسابقة الوثب الثلاثي، محرزةً بذلك ميداليتها الذهبية الثانية في بطولة العالم. حيث قدمت قفزت مسافة 13.75 مترًا. ومن الجدير بالذكر أنها فازت أيضًا بالميدالية الذهبية في بطولة العالم للناشئين تحت العشرين عامًا في كولومبيا.
شاركت في مسابقة الوثب الثلاثي ضمن دورة الألعاب الأولمبية الصيفية 2024 في باريس، فرنسا، وحلت في المركز الثالث والعشرين في جولة التصفيات كانت أفضل محاولاتها بقفزة بلغت 13.74 مترًا، وفشلت في التأهل للنهائي.

## حياتها الشخصية
وُلدت دافرونوفا في سمرقند. والدتها هي نسيبة هوشيموفا. تدربت على يد مظفر كريموف، وتتدرب في ألعاب القوى منذ أن كانت في العاشرة من عمرها.